# Drapeau du kiwi au laser
Le drapeau du kiwi au laser (Laser Kiwi flag), initialement intitulé Fire the Lazer, a été créé par Lucy Gray en 2015 comme proposition de nouveau drapeau de la Nouvelle-Zélande. Lors des référendums sur le drapeau néo-zélandais de 2015-2016, le drapeau du kiwi au laser est devenu un phénomène de masse sur les réseaux sociaux et a été utilisé dans des sketches par des comiques discutant du référendum sur le drapeau et de la Nouvelle-Zélande en général, par exemple John Oliver.  Le drapeau comporte une fougère de Nouvelle-Zélande et un kiwi tirant un rayon laser avec ses yeux. La description du drapeau précisait que « le faisceau laser projette une image puissante de la Nouvelle-Zélande. Je crois que ma conception est si puissante qu'elle n'a pas besoin d'être discutée ». Une plaisanterie disait que si cette proposition devenait le drapeau officiel de la Nouvelle-Zélande, cela provoquerait la « peur » chez les ennemis de la Nouvelle-Zélande. Après le référendum, la popularité du drapeau a fait un « retour » car il est devenu largement disponible en tant que produit de consommation et est souvent aperçu lors d'événements tels que des sports ou des concerts en Nouvelle-Zélande mais aussi en dehors du pays.